# Teste de míssil norte-coreano de 1993
O teste de míssil norte-coreano de 1993 ocorreu nos dias 29 e 30 de maio. A Coreia do Norte disparou o míssel Nodong-1 no Mar do Japão (Mar do Leste da Coreia), a partir de uma base no condado de Hwadae, perto de Wonsan, Coreia do Norte. O alvo era uma boia flutuando no Mar do Japão. Os norte-coreanos estavam testando o míssil para que pudessem exportá-lo para o Irão em troca de petróleo. Autoridades japonesas e norte-americanas esperaram alguns dias antes de divulgar o lançamento do míssil. Posteriormente, a Coreia do Norte reafirmou seu compromisso com o Tratado de Não Proliferação Nuclear.
Os lançamentos de mísseis foram o culminar de vários meses de planejamento e negociação com o Irão. A negociação foi sugerida como uma conspiração entre o Irã e a Coreia do Norte para desenvolver armas capazes de atingir o Japão. Começou em março de 1993, com a Coreia do Norte recebendo várias remessas de "metais especiais" designados para a construção de plataformas de lançamento de mísseis. Mais tarde, um relatório russo indicou que a Coreia do Norte estava no mercado de "especialistas em mísseis" para transformar sua produção em um empreendimento mais lucrativo. As autoridades russas ficaram ainda mais irritadas depois de deterem um grupo de físicos nucleares russos e cientistas que tentavam entrar na Coreia do Norte. Mais tarde, a Coreia do Norte prometeu não usar cientistas e técnicos russos, depois de ser ameaçada de um possível corte com os laços diplomáticos com a Rússia.
Em janeiro daquele ano, o comandante da Guarda Revolucionária Iraniana, Mohsen Rezaee, foi a Pyongyang para finalizar uma compra de 300 mísseis Scud norte-coreanos, que custaram 300 bilhões de dólares. Na mesma época, a delegação iraniana assistiu aos testes finais do Nodong-1 e a Coreia do Norte anunciou sua retirada do Tratado de Não Proliferação Nuclear. Suspeitou-se que após os testes bem-sucedidos dos mísseis, o Irã pretendia trocar petróleo pelos mísseis Nodong, já que o Irã é o principal contribuinte do petróleo da Coreia do Norte (mais de 40%).